# 卡拉烏拉鄉
44°11′N 23°15′E / 44.183°N 23.250°E
卡拉烏拉鄉（羅馬尼亞語：Comuna Caraula, Dolj），是羅馬尼亞的鄉份，位於該國西南部，由多爾日縣負責管轄，面積36平方公里，海拔高度150米，2007年人口2,517，人口密度每平方公里70人。